# Edwardstone Hall
Edwardstone Hall – były pałac w Anglii, w hrabstwie Suffolk, w dystrykcie Babergh, we wsi Edwardstone. Został zburzony w 1952 roku.